# キカ
『キカ』（原題：Kika）は、1993年製作のスペインの映画である。ペドロ・アルモドバル監督・脚本。衣装はジャン＝ポール・ゴルチエが担当した。

## ストーリー
メイクアップアーティストのキカは、妻を自殺で亡くしたという作家ニコラスと出会い、関係をもち始める。ニコラスの家に呼ばれたキカは、息子の死化粧を頼まれるが、息子ラモンは息を吹き返す。執筆を理由に放浪の旅をするニコラスだが、キカは年下でカメラマンのラモンと同棲を始める。上の階に暮らすニコラスとラモンとも関係をもつキカだが、ある日、メイドでレズビアンのフアナの弟ポールにレイプされる。スキャンダルをスクープするTV番組のリポーターのアンドレアは、匿名で送られたビデオなどから真相を暴いていく。

## キャスト
- ベロニカ・フォルケ：キカ
- ビクトリア・アブリル：アンドレア
- ピーター・コヨーテ：ニコラス
- アレックス・カサノバス：ラモン
- ロッシ・デ・パルマ：フアナ
- サンティアゴ・ラフスティシア：ポール